# Villa Il Casale

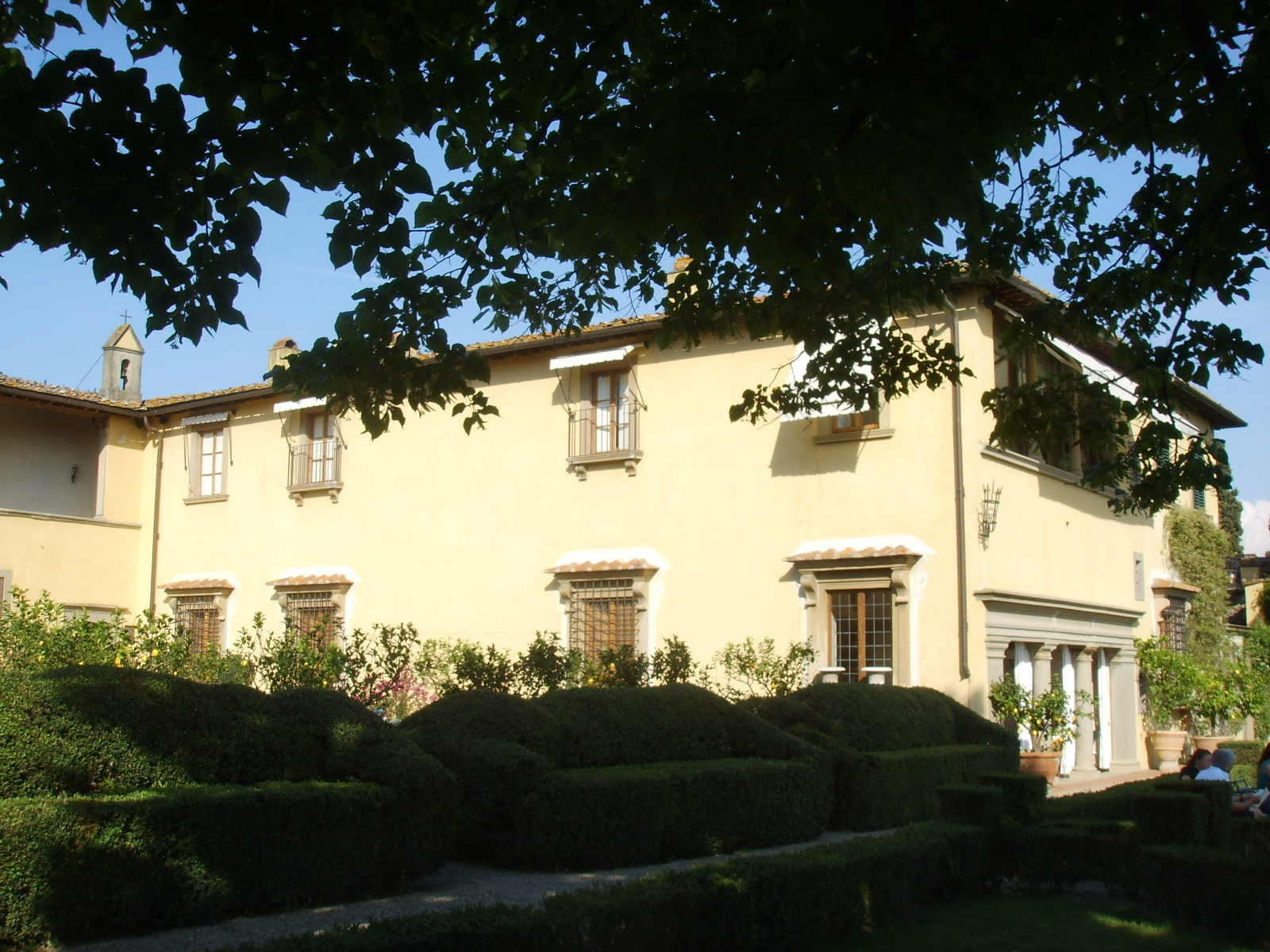
A Villa Il Casale vista do jardim

A Villa Il Casale é um palácio italiano que se encontra no nº 1 da Via del Pozzo, em Sesto Fiorentino, Província de Florença.

## História e arquitetura

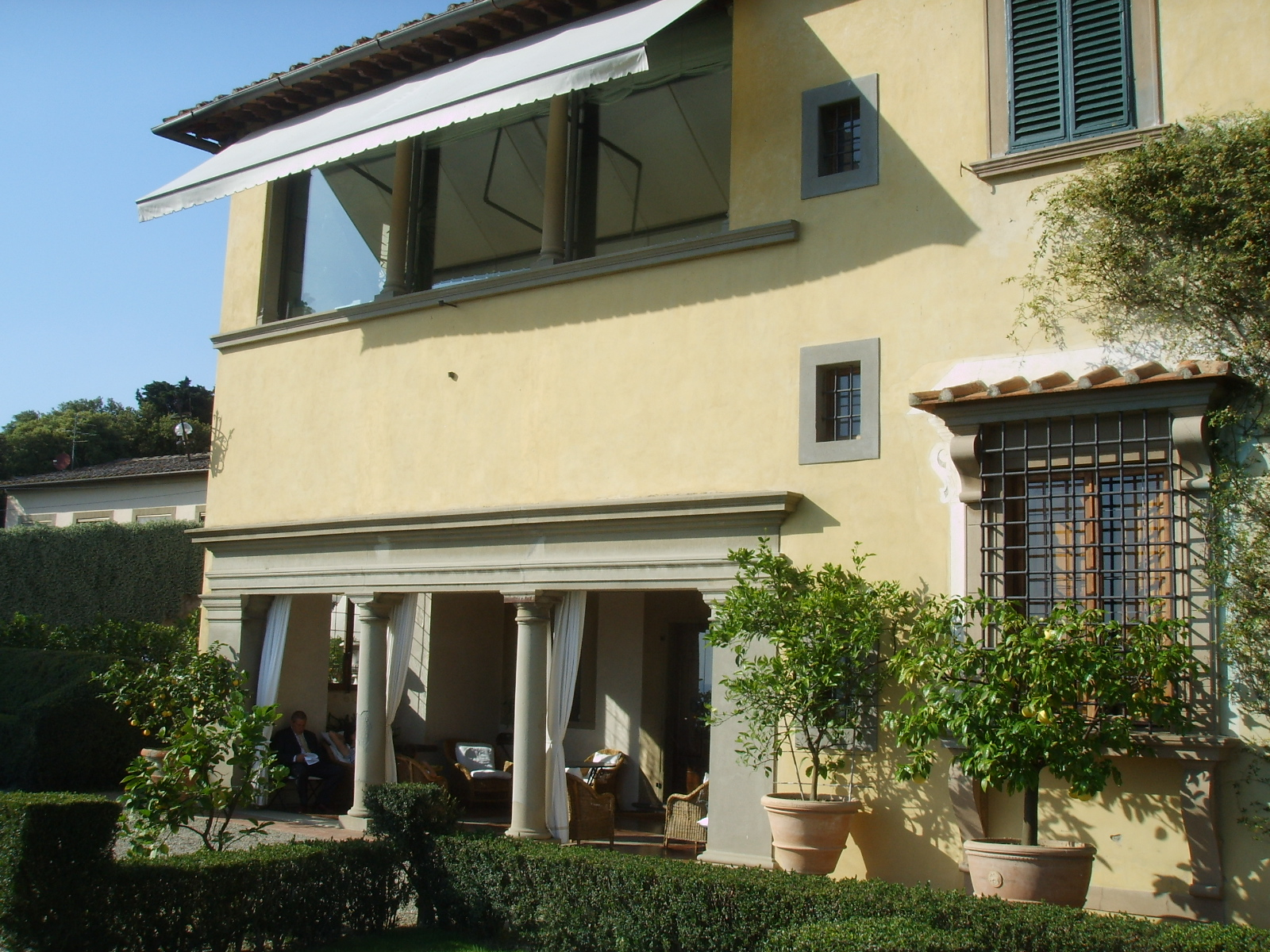
Vista parcial da Villa Il Casale

A entrada principal da villa encontra-se no fim duma sugestiva alameda de ciprestes que ladeiam a estrada até uma colina onde está situado o edifício principal numa posição panorâmica.
Os primeiros testemunhos da villa remontam ao século XIV, quando pertencia a um certo Lapo di Ridolfo. Daquela época foram conservadas as janelas e a porta de entrada.
No século XV a villa foi adquirida pelos Fei e cerca de um século depois pelos Pagni Bordoni, naturais de Pescia, a família de Lorenzo d'Andrea, secretário de Cosme I de Médici. A ampliação da villa data, provavelmente, daquela época, o que deu ao complexo, mais ou menos, o aspeto atual. O arquiteto anónimo fez o possível por reduzir ao mínimo indispensável o impacto sobre o ambiente circundante, limitando a altura dos corpos do edifício e das colunatas. Deu ao conjunto uma atmosfera de recolhimento e contemplação, favorita também pelo notável panorama sobre Florença e o Sesto Fiorentino. A fachada é dominada por uma loggia com colunas que dá ao conjunto um desenvolvimento prevalentemente horizontal.

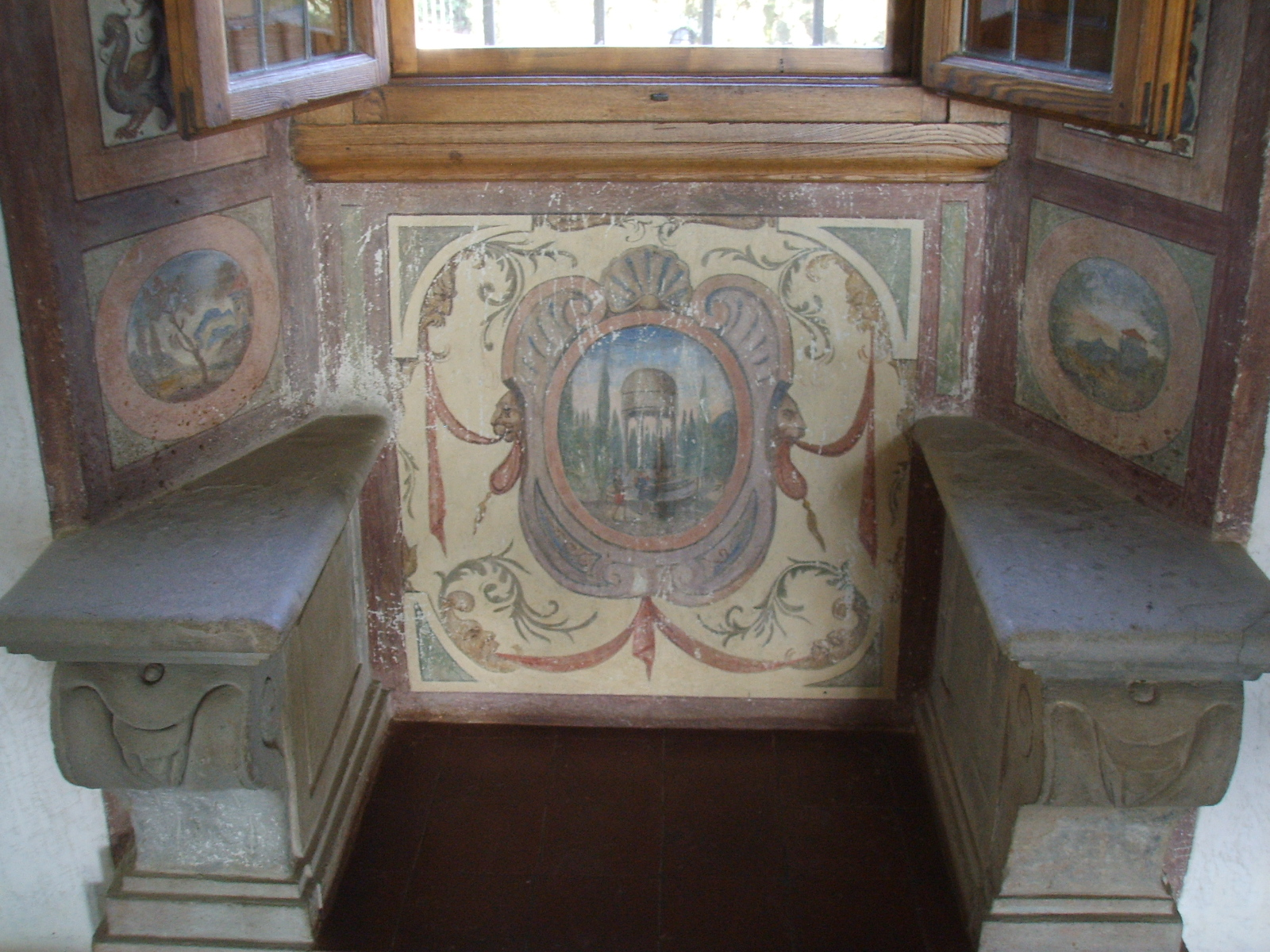
Afrescos numa sala interior

Em seguida,a villa foi vendida aos Carlini, que em 1560 encomendaram novos trabalhos de embelezamento. No jardim mandaram acrescentar, em 1593, a grande estufa coberta, o tanque, o salão também usado como teatro, o ninfeu subterrâneo de notável valor, talvez fundado com base em preexistentes ruínas romanas de um edifício termal, com três ambientes ligados prospetivamente ao salão da villa. Em 1615, Cosme II de Médici, hóspede da villa, apreciou a arquitetura deste curioso ambiente, louvando os complexos jogos de água.
Os Carlini ainda mandam revestir de afrescos a capela e algumas salas interiores pelo pintor Giovanni da San Giovanni.
Depois da extinção da família por falta de herdeiros masculinos, a villa passou por dote para os Saint Seigne e destes para os Tognini. No século XX pertenceu, ainda, ao grande campeão de ciclismo Gino Bartali.

## O jardim
O jardim desenvolve-se sobre dois terraços que descem defronte à villa. Em estilo à italiana, apresenta canteiros geométricos circundados por sebes de buxo dispostos em torno duma fonte central.
A sul da villa erguem-se três baixas torretas neomedievais que constituem um ponto de vista privilegiado para admirar o panorama, enquanto a oeste se encontram a estufa e o parque.

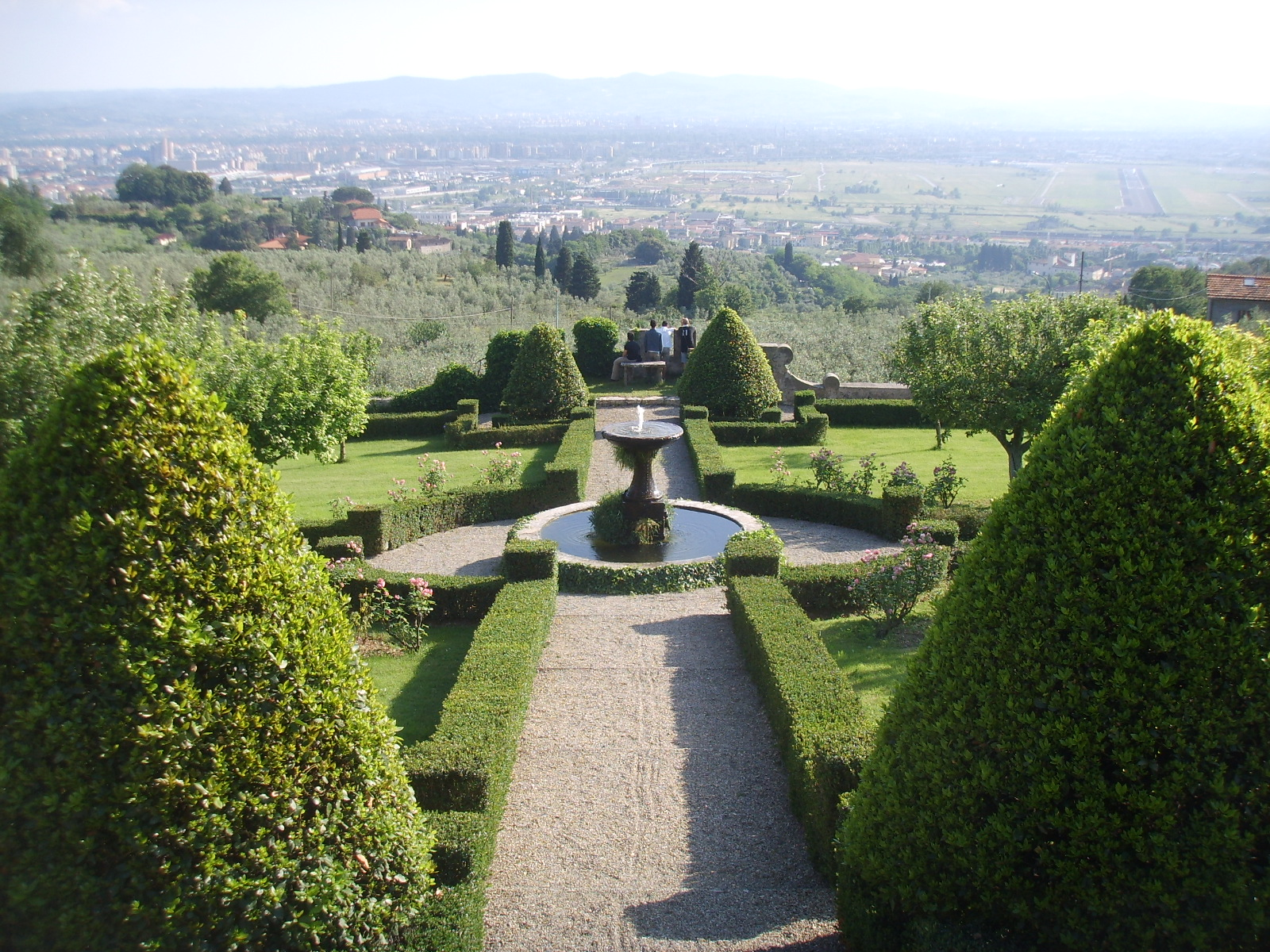
O jardim panorâmico
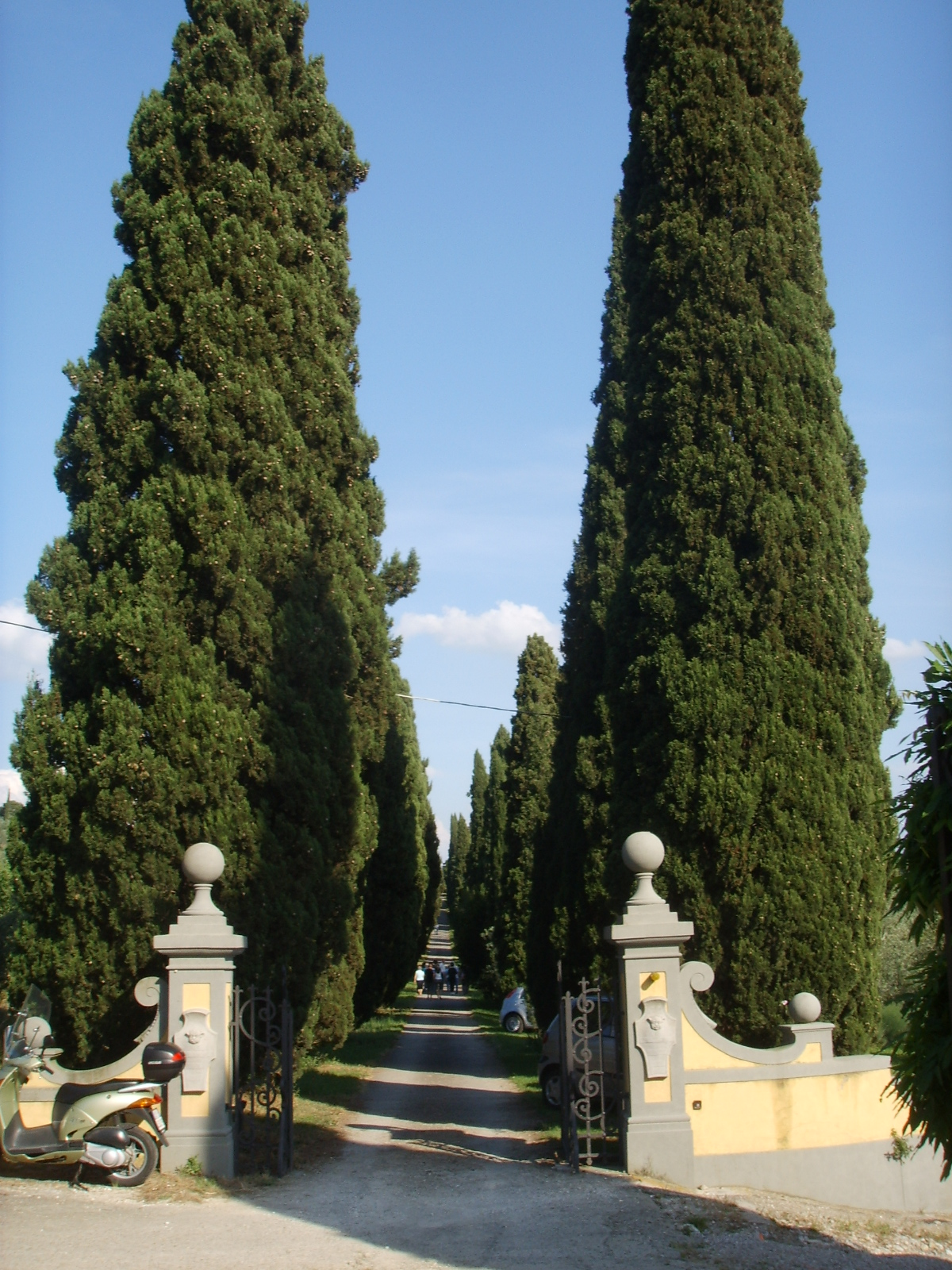
O caminho ladeado por ciprestes
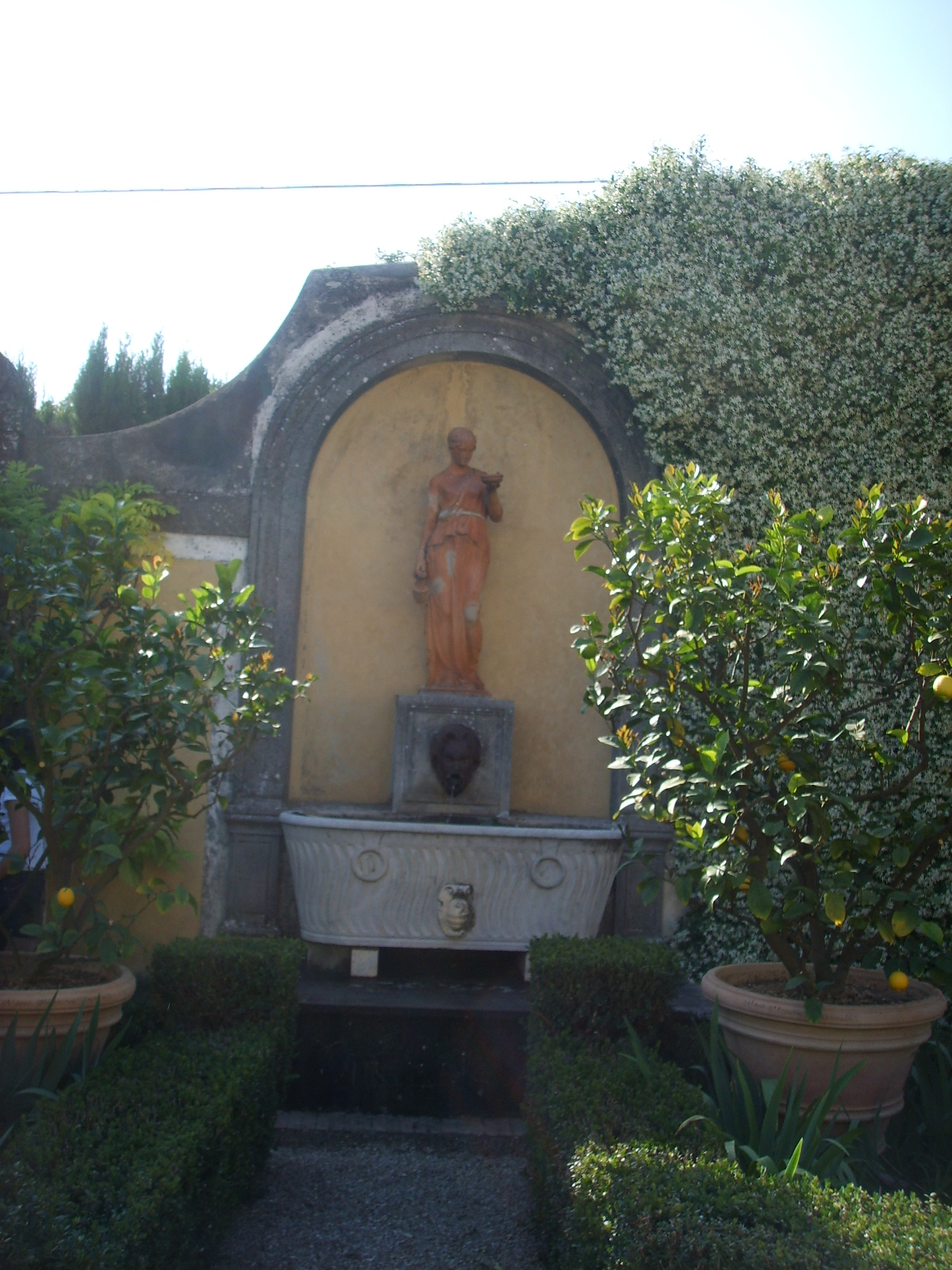
Fonte de parede com estátua em terracota e tanque composto por um sarcófago antigo